# Leonardo Castro
Leonardo Castro Cortés (Bogotá, Distrito capital, Colombia, 12 de mayo de 1989) es un futbolista colombiano. Juega como delantero. Actualmente juega para el Greenville Triumph de la USL League One de los Estados Unidos.
Se destaca su paso de 7 temporadas en la Premier Soccer League de Sudáfrica en donde cosechó algunos títulos y anotó varios goles.
El 21 de junio de 2025, Castro anoto su gol #100 en el profesionalismo, fue en la victoria por un marcador de 3-1 de su equipo, Greenville Triumph  frente el Chattanooga Red Wolves SC .

## Trayectoria

### Inicios
En categorías menores, y juveniles Castro se forjó en la escuela del Club Caterpillar Motor, que participa cada año en el Torneo Hexagonal del Olaya. De allí Leonardo Castro fue enviado a Argentina para entrenar con las inferiores de River Plate y Chacarita Juniors, después volvió a Colombia y estuvo de nuevo con Club Caterpillar Motor y de ahí pasó a hacer parte de las divisiones inferiores de Millonarios F.C.

### Millonarios F. C.
Su debut fue en la fecha 14 del Torneo Apertura 2008 enfrentando al Atlético Huila en el Estadio Guillermo Plazas Alcid comenzando el juego como titular en cumplimiento de la norma sub-19 "que obliga a los clubes colombianos a alinear a un jugador menor de 19 años". Este encuentro terminó (3-3). Castro fue sustituido a los 16 minutos del primer tiempo por Óscar Briceño.
Su primer gol como profesional lo marcó el 26 de julio de 2008, en duelo contra Deportivo Cali, al minuto ocho del partido válido por la 2.ª. Fecha del Torneo Finalización 2008, que culminó en victoria para Deportivo Cali por (2-3) en el Estadio Nemesio Camacho El Campín.
En enero de 2010, Leonardo Castro renunció a Millonarios por varios meses de salario que le adeudaban.

### La Equidad
Posteriormente, fue confirmado como refuerzo de otro equipo de Bogotá, La Equidad.

### Alianza Lima
A fines de ese año, fue contratado por Alianza Lima del Perú para la temporada 2011. En su nuevo equipo anotó dos goles en la primera rueda del Descentralizado, a pesar de contar con pocas oportunidades de jugar. En búsqueda de alejarse del problema con las planillas y querer más continuidad, es que decide migrar a otro club de la misma liga. 

### Colegio Nacional Iquitos
Luego, el 31 de agosto de 2011, antes del cierre del libro de pases, fue cedido a préstamo al Colegio Nacional de Iquitos hasta finales del 2011, descendiendo a la Segunda División del Perú. Jugó 9 partidos y anotó 3 goles.

### Millonarios F. C.
Se regresa a Colombia luego de ser confirmado en Millonarios F.C como nuevo refuerzo para el primer semestre del 2012., debido a decisiones del técnico Richard Páez, el jugador no encontró la continuidad deseada, al final del semestre, el jugador llegó a un acuerdo para salir del equipo.

### Cúcuta Deportivo
Juega gran parte del 2013 descendiendo así con el equipo.

### Universitario de Sucre
En enero de 2015 ficha por el club Universitario de Sucre de Bolivia, equipo que jugara la Copa Libertadores de la presente temporada.

### Mamelodi Sundowns
El 10 de septiembre de 2015 es confirmada su llegada al Mamelodi Sundowns por un contrato de 3 años.

Debutaría el 23 de septiembre en la victoria como locales 3 a 2 sobre Ajax Cape Town.
Su primer gol sería el 25 de octubre en la goleada como visitantes 6 a 1 sobre Free State Stars.

El 16 de diciembre de 2015 conseguiría su primer título en la final de la Copa de la Liga de Sudáfrica derrotando 3-1 a Kaizer Chiefs colaborando con un gol para el título.
Leonardo jugó en los 2 partidos que el Mamelodi Sundowns disputó en el Mundial de Clubes 2016 en Japón. Ocuparon el sexto puesto.
Debido a varias lesiones no pudo retomar su frecuencias goleadora con la que brillo en su primera temporada, aunque se siguió destacando en el club con el que llegó a convertir en 20 ocasiones...

### Kaizer Chiefs
En diciembre del 2017 se confirma su traspaso por tres temporadas al Kaizer Chiefs. El 21 de enero de 2018 debuta con gol dándole la victoria a su club 2 por 1 como visitantes contra Baroka. El 24 de septiembre marca su primer gol con el Kaizer Chiefs en la temporada 2018-19 en la victoria 2 a 0 como visitantes ante AmaZulu.
En junio de 2022 a través de un comunicado de prensa se confirma su salida del Kaizer Chiefs tras haber disputado 122 partidos y anotado 27 goles, en los cuatro años y medio que permaneció en el club.

## Selección nacional
Leonardo Castro fue convocado por el técnico Eduardo Lara para el nuevo microciclo de la Selección Colombia Sub-20, programado del 5 - 10 de octubre de 2008. La Selección Juvenil se concentrará junto a la selección mayor que disputaró juegos de las Eliminatorias al Mundial de 2010. Gracias a su buen desempeño, formó parte de la Selección Colombia Sub-20 en el Campeonato Sudamericano Sub-20 de 2009.

## Estadísticas
| Club                              | Div.          | Temporada     | Liga  | Liga  | Copas | Copas | Internacional | Internacional | Total | Total |
| Club                              | Div.          | Temporada     | Part. | Goles | Part. | Goles | Part.         | Goles         | Part. | Goles |
| --------------------------------- | ------------- | ------------- | ----- | ----- | ----- | ----- | ------------- | ------------- | ----- | ----- |
| Millonarios FC · Colombia         | 1.ª           | 2008          | 8     | 2     | 8     | 0     | —             | —             | 16    | 2     |
| Millonarios FC · Colombia         | 1.ª           | 2009          | 8     | 0     | 1     | 1     | —             | —             | 9     | 1     |
| La Equidad · Colombia             | 1.ª           | 2010          | 34    | 6     | —     | —     | —             | —             | 34    | 6     |
| La Equidad · Colombia             | Total club    | Total club    | 34    | 6     | 0     | 0     | 0             | 0             | 34    | 6     |
| Alianza Lima · Perú               | 1.ª           | 2011          | 5     | 2     | —     | —     | 2             | 0             | 7     | 2     |
| Alianza Lima · Perú               | Total club    | Total club    | 5     | 2     | 0     | 0     | 2             | 0             | 7     | 2     |
| Colegio Nacional Iquitos · Perú   | 1.ª           | 2011          | 9     | 3     | —     | —     | —             | —             | 9     | 3     |
| Colegio Nacional Iquitos · Perú   | Total club    | Total club    | 9     | 3     | 0     | 0     | 0             | 0             | 9     | 3     |
| Millonarios FC · Colombia         | 1.ª           | 2012          | 1     | 0     | 4     | 0     | —             | —             | 5     | 0     |
| Millonarios FC · Colombia         | Total club    | Total club    | 17    | 2     | 13    | 1     | 0             | 0             | 30    | 3     |
| Cúcuta Deportivo · Colombia       | 1.ª           | 2012          | 7     | 1     | 1     | 0     | —             | —             | 8     | 1     |
| Cúcuta Deportivo · Colombia       | 1.ª           | 2013          | 19    | 4     | 6     | 0     | —             | —             | 25    | 4     |
| Cúcuta Deportivo · Colombia       | Total club    | Total club    | 26    | 5     | 7     | 0     | 0             | 0             | 33    | 5     |
| Águilas Doradas · Colombia        | 1.ª           | 2014          | 15    | 1     | 4     | 1     | —             | —             | 19    | 2     |
| Águilas Doradas · Colombia        | Total club    | Total club    | 15    | 1     | 4     | 1     | 0             | 0             | 19    | 2     |
| Universitario de Sucre · Bolivia  | 1.ª           | 2015          | 16    | 4     | —     | —     | 8             | 2             | 24    | 6     |
| Universitario de Sucre · Bolivia  | Total club    | Total club    | 16    | 4     | 0     | 0     | 8             | 2             | 24    | 6     |
| Mamelodi Sundowns Sudáfrica       | 1.ª           | 2015-16       | 23    | 10    | 4     | 2     | 8             | 2             | 35    | 14    |
| Mamelodi Sundowns Sudáfrica       | 1.ª           | 2016-17       | 14    | 0     | 3     | 1     | 7             | 0             | 24    | 1     |
| Mamelodi Sundowns Sudáfrica       | 1.ª           | 2017          | 2     | 0     | 1     | 0     | —             | —             | 3     | 0     |
| Mamelodi Sundowns Sudáfrica       | Total club    | Total club    | 39    | 10    | 8     | 3     | 15            | 2             | 62    | 15    |
| Kaizer Chiefs Sudáfrica           | 1.ª           | 2018          | 11    | 2     | 6     | 2     | —             | —             | 17    | 4     |
| Kaizer Chiefs Sudáfrica           | 1.ª           | 2018-19       | 21    | 4     | 7     | 2     | 4             | 2             | 28    | 6     |
| Kaizer Chiefs Sudáfrica           | 1.ª           | 2019-20       | 18    | 7     | 4     | 1     | —             | —             | 22    | 8     |
| Kaizer Chiefs Sudáfrica           | 1.ª           | 2020-21       | 26    | 6     | 4     | 1     | 9             | 2             | 39    | 9     |
| Kaizer Chiefs Sudáfrica           | 1.ª           | 2021-22       | 12    | 0     | 1     | 0     | —             | —             | 13    | 0     |
| Kaizer Chiefs Sudáfrica           | Total club    | Total club    | 88    | 19    | 22    | 6     | 13            | 4             | 123   | 29    |
| Greenville Triumph Estados Unidos | 3.ª           | 2023          | 31    | 13    | 1     | 0     | —             | —             | 32    | 13    |
| Greenville Triumph Estados Unidos | 3.ª           | 2024          | 21    | 7     | 10    | 2     | —             | —             | 31    | 9     |
| Greenville Triumph Estados Unidos | 3.ª           | 2025          | 13    | 7     | 5     | 0     | —             | —             | 18    | 7     |
| Greenville Triumph Estados Unidos | Total club    | Total club    | 65    | 27    | 17    | 2     | 0             | 0             | 82    | 29    |
| Total carrera                     | Total carrera | Total carrera | 314   | 79    | 71    | 13    | 38            | 8             | 423   | 100   |

### Selección
| Sub-20 · Colombia                                          | 2009                       | — | — | 5 | 0 | — | — | 5 | 0 |
| Sub-20 · Colombia                                          | Total                      | 0 | 0 | 5 | 0 | 0 | 0 | 5 | 0 |
| Total Selecciones Colombia                                 | Total Selecciones Colombia | 0 | 0 | 5 | 0 | 0 | 0 | 5 | 0 |
| (1) Incluye los partidos de: Clasificatorias Sudamericanas |                            |   |   |   |   |   |   |   |   |

## Palmarés

### Campeonatos nacionales
| Título                | Club              | País      | Año  |
| --------------------- | ----------------- | --------- | ---- |
| Copa de la Liga       | Mamelodi Sundowns | Sudáfrica | 2016 |
| Premier Soccer League | Mamelodi Sundowns | Sudáfrica | 2016 |

### Campeonatos internacionales
| Título               | Club              | País      | Año  |
| -------------------- | ----------------- | --------- | ---- |
| CAF Champions League | Mamelodi Sundowns | Sudáfrica | 2016 |